# کیک‌بایوو
کیک‌بایوو (انگلیسی: Kiyekbayevo) یک شهرک در شهرستان بورزیانسکی باشقیرستان کشور روسیه است.